# Independent (álbum)
Independent es el tercer álbum de estudio de la banda de thrash metal estadounidense Sacred Reich, publicado en 1993 por Metal Blade y Hollywood Records. El álbum es considerado como un abandono al sonido thrash metal de los anteriores discos de la banda, acogiendo un sonido más similar al groove metal.

## Lista de canciones
| N.º | Título                                          | Escritor(es)            | Duración |  |
| 1.  | «Independent»                                   | Phil Rind               | 3:38     |  |
| 2.  | «Free»                                          | Phil Rind               | 4:34     |  |
| 3.  | «Just Like That»                                | Phil Rind, Jason Rainey | 5:42     |  |
| 4.  | «Supremacy»                                     | Phil Rind               | 2:37     |  |
| 5.  | «If Only» (Instrumental)                        | Wiley Arnett            | 3:46     |  |
| 6.  | «Crawling»                                      | Phil Rind, Dave McClain | 6:30     |  |
| 7.  | «Pressure»                                      | Phil Rind               | 2:47     |  |
| 8.  | «Product»                                       | Phil Rind               | 3:44     |  |
| 9.  | «I Never Said Goodbye»                          | Phil Rind               | 7:46     |  |
| 10. | «Open Book»                                     | Rind, Dave McClain      | 4:21     |  |
| 11. | «Do It»                                         | Phil Rind               | 2:24     |  |
| 12. | «Let's Have a War» (Cover de Fear. Bonus track) | Lee Ving                | 2:21     |  |

## Créditos
- Phil Rind – voz, bajo
- Wiley Arnett – guitarra
- Jason Rainey – guitarra
- Dave McClain – batería